# Helga Stroh
Helga Stroh (ur. 4 marca 1938 we Frankfurcie nad Menem) – niemiecka florecistka reprezentująca RFN, srebrna medalistka mistrzostw świata.
Podczas mistrzostw świata w Paryżu, które odbyły się w 1957 roku, Niemki w składzie: Helmi Höhle, Ilse Keydel, Else Ommerborn, Heidi Schmid i Helga Stroh zdobyły drużynowo srebrny medal. Był to jej jedyny medal wywalczony w zawodach tego cyklu.
Wystartowała na igrzyskach olimpijskich w Rzymie w 1960 roku, gdzie w turnieju drużynowym zajęła czwarte miejsce. Był to jej jedyny start olimpijski.